# Florian Sotoca
Florian Sotoca (* 25. Oktober 1990 in Narbonne) ist ein französischer Fußballspieler, der beim RC Lens in der Ligue 1 unter Vertrag steht.

## Karriere
Sotoca begann seine fußballerische Karriere beim FU Narbonne in seiner Geburtsstadt. Er gab sein Profidebüt am 25. August 2012 (1. Spieltag) in einem Fünftliga-Spiel gegen die US Lormont in der Startformation. Bei einem 6:1-Erfolg am 24. November 2012 (9. Spieltag) über Jeunesse Villenavaise schoss er sein erstes Tor für die Mannschaft, als er zum zwischenzeitlichen 6:0 traf. Insgesamt lief er für Narbonne 22 Mal auf und schoss dabei acht Tore.
Nach der Saison 2012/13 wechselte er eine Liga höher, zum Viertligisten FC Martigues. Am 17. August 2013 (1. Spieltag) spielte er das erste Mal und wurde dort in der 73. Minute erst eingewechselt. Sein erstes und einziges Tor für den Verein schoss er am 30. November 2013 (12. Spieltag) gegen den AF Rodez zum 1:0-Siegtreffer. Bei Martigues war er Stammspieler, wurde aber in 22 Partien auch häufig nur eingewechselt.
Nach nur einer Saison wechselte er zum Ligakonkurrenten AS Béziers. Am 19. September 2014 (6. Spieltag) gab er sein Debüt über die vollen 90 Minuten gegen die US Le Pontet. Im Spiel darauf (7. Spieltag) schoss er beim 4:0-Sieg über die Amateure des HSC Montpellier sein erstes Tor für die Mannschaft zum Endstand. Bis zum Winter kam er auf fünf Treffer in 14 Ligaeinsätzen.
Ende Januar wechselte er zum HSC Montpellier in die Ligue 1. 2014/15 kam er dort jedoch ausschließlich in der National 2 für die zweite Mannschaft zum Einsatz, stand aber auch bereits zweimal im Spieltagskader der Profis. Auch in der Folgesaison nahm Trainer Courbis zunächst keine Rücksicht auf Sotoca und er spielte bei den Amateuren. Am 27. Februar 2016 (29. Spieltag) wurde er unter dem neuen Trainer Frédéric Hantz wieder in den Kader berufen und gab sein Ligue-1-Debüt gegen den OSC Lille nach Einwechslung in der letzten Minute. Dies war in der Saison jedoch sein einziger Ligaeinsatz bei den Profis.
Daraufhin wechselte Sotoca zurück in Liga vier zu Grenoble Foot. Dort debütierte er am 13. August 2016 (1. Spieltag) bei einem 1:1-Unentschieden gegen Monts d’Or Azergues, gegen den er den 1:1-Ausgleich und somit sein erstes Tor für den Verein schoss. 2016/17 schoss er sechs Tore in 27 Ligaeinsätzen und flog im Pokal in der ersten Runde gegen einen Ligakonkurrenten raus. Mit Grenoble stieg er als Viertligameister in die National auf. Dort gab er in 31 Saisoneinsätzen drei Vorlagen und schoss acht Tore selbst. Im Pokal schaffte er es mit seinem Team bis ins Achtelfinale und in der Meisterschaft gelang es ihm über die Relegation in die Ligue 2 aufzusteigen. Bei einem 4:2-Sieg über den FC Valenciennes schoss er seine ersten beiden Profitore zum 2:1 und 4:2, als er außerdem als Kapitän auflief. In seiner ersten Zweitligasaison lief er 37 Mal auf, war an 17 Toren direkt beteiligt und schon in manchen Partien Kapitän der Mannschaft.
Jedoch wechselte er im Sommer 2019 zum Ligakonkurrenten RC Lens. Dort debütierte er am 27. Juli 2019 (1. Spieltag) gegen den FC Le Mans, als er in der Startelf stand und direkt sein erstes Tor für den Verein schoss (Endstand: 2:1). Nachdem er im Dezember 2019 zwei Tore und eine Vorlage geschafft hatte, wurde er zum Spieler des Monats der Ligue 2 gekürt. Auch bei Lens war er Stammspieler und schoss acht und legte vier Tore in 26 Einsätzen vor. Mit Lens stieg er am Ende der Saison als Tabellenzweiter in die Ligue 1 auf. Am 3. Oktober 2020 (6. Spieltag) schoss er bei einem 2:0-Sieg über die AS Saint-Étienne sein erstes Ligue-1-Tor zum 2:0-Endergebnis. In der Ligue 1 behielt er seinen Stammplatz und spielte nahezu jede Partie von Beginn an.

## Erfolge
Mannschaft
- Meister der National 2 und Aufstieg in die National: 2017
- Aufstieg in die Ligue 2: 2018
- Zweiter der Ligue 2 und Aufstieg in die Ligue 1: 2020

Individuell
- Spieler des Monats der Ligue 2: Dezember 2019